# Беляевка (Омская область)
Беляевка — деревня в Любинском районе Омской области, в составе Замелетёновского сельского поселения.

## География
Населённый пункт находится на юго-западе центральной части области, в лесостепной зоне, в пределах Ишимской равнины,

## История
Основана в 1914 году, немцами переселенцами с Волыни. До 1917 года лютеранский хутор Больше-Могильской волости Тюкалинского уезда Тобольской губернии.

## Население
| 2010 |
| ---- |
| 217  |

Динамика численности населения
| год       | 1920 | 1970 | 1979 | 1989 |
| --------- | ---- | ---- | ---- | ---- |
| население | 110  | 364  | 371  | 305  |

Гендерный состав
По данным Всероссийской переписи населения 2010 года в гендерной структуре населения из 217 человек мужчин — 113, женщин — 104 (52,1 и 47,9 % соответственно).

## Инфраструктура
Беляевский ФАП.

## Транспорт
Доступна автомобильным транспортом.